# الکس کارو
الکساندر مایکل کارو،(به اختصار:الکس کارو) (به انگلیسی: Alex Karev) از شخصیت‌های اصلی سریال آناتومی گری می‌باشد و جاستین چمبرز این نقش را ایفا کرده‌است.